# Rudolf Sternad
Rudolf Sternad (né le 2 septembre 1880 à Liberec, mort le 21 janvier 1945 à Vienne) est un peintre et lithographe autrichien.

## Biographie

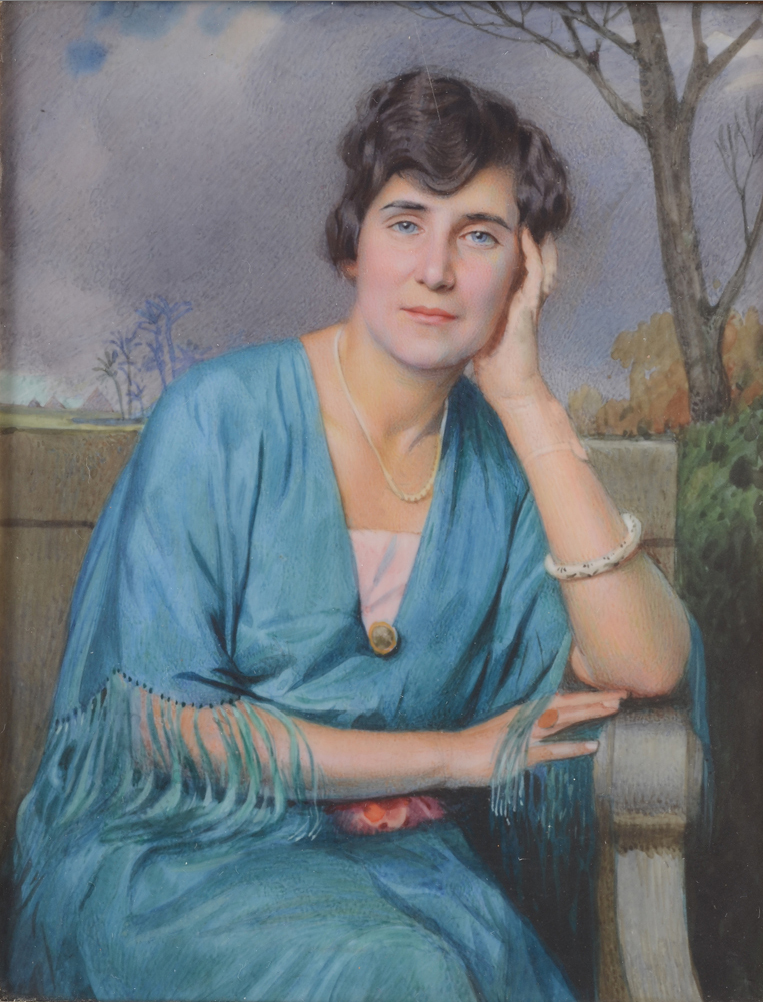
Portrait d'une dame d'une famille allemande juive, vers 1920.

D'origine tchèque, Sternad suit une formation de lithographe à l'École nationale de commerce de Reichenberg et travaille dans les instituts de lithographie de Varnsdorf et de Zittau. Après un séjour à Dresde (1900–1901), il poursuit ses études à l'école des arts et métiers de Jablonec nad Nisou auprès d'E. Waritzel de 1903 à 1906. De 1910 à 1914, il a un atelier à Hambourg pour la conception d'affiches.
Pendant la Première Guerre mondiale, il est appelé au service militaire.
À partir de 1918, Sternad travaille comme peintre à Vienne. Il s'occupe principalement de miniatures de portraits de célébrités viennoises. En plus des peintres de miniatures Wilhemine Stadler (1898–1954) et Rudolf Ipold (1873–1936), il est l'un des maîtres de la peinture miniature viennoise. Au total, Sternad crée plus de 800 miniatures de portraits. À partir de 1924, il est membre de la Vienna Künstlerhaus.
Sternad est mort dans un bombardement le 21 janvier 1945 et est enterré au cimetière de Grinzing.
En 1985, sa tombe (ainsi que celle de l'artiste plasticien Carl Anton Reichel) est déplacée dans le carré d'honneur des travailleurs culturels du cimetière central de Vienne.